# Erling Skjalgsson
Erling Skjalgsson (probablement né entre 960/975, mort le 21 décembre 1028) était un chef politique norvégien de la fin du Xe siècle et du début du XIe siècle. 
Erling Skjalgsson est lié avec la famille royale norvégienne. Il est l'époux d'Astrid Tryggedatter une sœur du roi Olaf Ier. Il est cependant traditionnellement considéré comme le premier défenseur des traditions et du système politique norvégiens à cette époque. Il combat notamment pour le maintien des petits royaumes indépendants et pour le système du thing comme mode de gouvernement, contre les réformistes de la lignée de Harald à la belle chevelure.
Sa fille Ragnhildr est l'épouse de Thorberg Arnesson de Giske le frère de Finn Arnesson.
Il meurt à la suite de la bataille navale de Boknafjorden (Rogaland) durant laquelle il est fait prisonnier et tué d'un coup de hache porté contre l'avis d'Olaf Ier. Sa mort suscite un très vaste soulèvement populaire contre le roi.